# Mirosław Kruszyński
Mirosław Jan Kruszyński (ur. 23 kwietnia 1960 w Dziarnowie) – polski samorządowiec, inżynier i nauczyciel akademicki, prezydent Ostrowa Wielkopolskiego i wiceprezydent Poznania.

## Życiorys
W 1982 przez osiem miesięcy był pozbawiony wolności w związku z opozycyjną działalnością w ramach Niezależnego Zrzeszenia Studentów. W 1987 ukończył studia na Wydziale Budowy Maszyn Politechniki Poznańskiej, po których przez trzy lata pracował w Zakładach Automatyki Przemysłowej MERA ZAP.
W 1990 został wybrany prezydentem Ostrowa Wielkopolskiego, stanowisko to zajmował przez 3 kadencje. W wyborach bezpośrednich w 2002 przegrał w drugiej turze. Jako prezydent miasta zreformował gospodarkę komunalną i finanse. Ostrów, jako pierwsze miasto w Polsce, wyemitował obligacje komunalne, siedem miejskich zakładów budżetowych zostało przekształconych w spółki prawa handlowego i połączonych w holding Holdikom, uniezależniając się od funduszy miejskich.
W latach 1998–2002 był także radnym sejmiku wielkopolskiego I kadencji z listy Akcji Wyborczej Solidarność. W wyborach parlamentarnych w 2001 kandydował do Sejmu z listy AWSP, która nie uzyskała mandatów. Należał do Ruchu Społecznego AWS. W 2002, startując z własnego komitetu, przegrał w II turze wybory na prezydenta Ostrowa Wielkopolskiego. Objął natomiast stanowisko wiceprezydenta Poznania do spraw m.in. gospodarki komunalnej. Pełnił tę funkcję do 2014. Bez powodzenia kandydował wówczas do sejmiku województwa z listy komitetu Teraz Wielkopolska; mandat uzyskał jednak w styczniu 2015 w miejsce Katarzyny Bujakiewicz. W 2018 nie kandydował w kolejnych wyborach.
Również w 2014 uzyskał stopień doktora nauk technicznych na Politechnice Poznańskiej na podstawie rozprawy zatytułowanej Metodyka wielokryterialnego wspomagania decyzji w problematyce zarządzania transportem miejskim. Został adiunktem na Wydziale Inżynierii Zarządzania tej uczelni. Autor publikacji z zakresu problematyki transportu publicznego.

## Odznaczenia i wyróżnienia
W 2011 prezydent Bronisław Komorowski odznaczył go Krzyżem Kawalerskim Orderu Odrodzenia Polski. Ponadto odznaczony Srebrnym Krzyżem Zasługi (2001) i Krzyżem Wolności i Solidarności (2015).
Wyróżniany za osiągnięcia w dziedzinie zarządzania m.in. gospodarką komunalną (rozwiązania w tej ostatniej dziedzinie zostały uznane za modelowe), otrzymał m.in. małą kryształową piramidę w konkursie „Menedżer Roku 1997” oraz Nagrodę im. Grzegorza Palki.